# Еллінізація грецького населення України 1926–1938
Еллінізація грецького населення України 1926—1938 років — умовна назва політики переведення культурного життя українських еллінофонів (громадян грецького походження, які послуговуються грецькою мовою), в тому числі народної освіти, на новогрецьку мову — димотику (грец. δημοτίκός — народний, загальнодоступний). Основні напрями цієї політики розроблені урядовою комісією ВУЦВК та РНК УСРР з вивчення становища греків України (серпень–вересень 1925 року). Концепцію еллінізації грецького населення України викладено у статті голови грецької секції ЦК національних меншин при ВУЦВК С. Ялі «Про умови відродження грецької народності». В ній, зокрема, вказувалися неідентичність маріупольських грецьких діалектів і новогрецької мови, а також можливість застосування димотики в навчальному процесі лише з певними корективами.

## Димотика у школі
Запровадження димотики до навчального процесу почалося 1926—27 навчального року зі створення 15 пробних груп у межах початкової школи. У 1928—29 навчальному році еллінізованими (поряд з українською та російською тут викладалася новогрецька мова) вважалися 52 перші, 25 других і 15 третіх груп початкової школи; у дев'яти семирічках у старших групах новогрецька мова викладалася як навчальний предмет. Наприкінці 1930-х років димотика частково застосовувалася в десяти семирічках; дві семирічки та середня школа вважалися повністю еллінізованими. Більшою чи меншою мірою димотика використовувалася викладачами в 11 початкових школах. Попервах учителів готували на короткотермінових курсах перекваліфікації учителів грецького походження, що проводилися щорічно з 1926 року. З 1929 року центром підготовки викладачів для грецьких шкіл став грецький сектор при Маріупольському педагогічному технікумі (згодом — Маріупольський грецький педагогічний технікум).

## Періодична преса та культура
Важливе місце в розвитку національної культури відводилося грецькому видавництву в Маріуполі, створеному 1930 року, та грецькій філії Укрдержнацменвидаву в Харкові. 27 листопада 1930 року вийшов перший номер газети «Колехтівістіс», а пізніше — журнали «Нєос Махітіс» і «Піонєрос». У березні 1934 року розпочалося видання літературного альманаху «Неон Зої». В 1920–30-ті роки проводилися спеціальні дослідження культури та мови греків Маріуполя. Основи вивчення й класифікації маріупольських говірок були розроблені державною комісією ВУЦВК, ЦК КП(б)У та Наркомосу УСРР 1925 року. З 1926 року вивчення зазначених діалектів здійснював Маріупольський музей краєзнавства, а в 1928—30 роках до цієї роботи приєдналася експедиція Всеукраїнської наукової асоціації сходознавства. На початку 1930-х років у Маріуполі розпочав свою діяльність Маріупольський грецький театр.

## Проблеми
Об'єктивними перепонами в реалізації політики еллінізації грецького населення України були заплутаність культурних проблем грецького населення України з одного боку, та нездатність тогочасного уряду послідовно ці проблеми вирішувати — з іншого. 1933 року уряд УСРР в особі наркома освіти В. Затонського зізнався в цілковитій безпорадності при вирішенні «грецької проблеми в УСРР» шляхом проведення політики еллінізації в напрямі поглинання культури маріупольських греків культурою власне грецькою (у статті В. Затонського «З питань національної політики на Україні» вперше констатовано, що еллінізація грецького населення України в тому вигляді, як вона запроваджувалася, мала асиміляційне спрямування). Штучність і непослідовність державних рішень істотно ускладнювали політику еллінізації. Крім того, хронічно не вистачало навчальної літератури, що шкодило освітньому процесові в еллінізованих закладах, а саме місцеве населення виявилося непідготовленим до мовної реформи.

## Занепад політики еллінізації
В історії еллінізації грецького населення України можна виділити три основні етапи. Перший — 1926–29 роки — визнання димотики, а не місцевих діалектів, розмовною й офіційною мовою радянських греків; гальмування еллінізації через нестачу навчальної літератури; опір населення нововведенням; перетворення еллінізації на знаряддя ідеологічної боротьби. Другий — 1930–33 роки — занепад політики еллінізації в умовах колективізації грецького села й голодомору 1932—1933 років в УСРР, посилання на невдачі політики еллінізації як на аргумент на користь згортання політики коренізації в Україні. Третій — 1934–38 — формальне продовження еллінізації грецького населення України, яке насправді прикривало згортання національно-культурного відродження греків в Україні.